# باشگاه فوتبال چورلی
باشگاه فوتبال چورلی (به انگلیسی: Chorley Football Club) یک باشگاه فوتبال در شهر چورلی، کشور انگلستان است که در سال ۱۸۸۳ میلادی تأسیس شده‌است.